# 国際連合安全保障理事会決議2736
国際連合安全保障理事会決議2736（こくさいれんごうあんぜんほしょうりじかいけつぎ2736、英: United Nations Security Council Resolution 2736）は、2024年6月13日に国際連合安全保障理事会で採択された決議である。
安保理は、即応支援部隊に対して、エル＝ファーシルの包囲を中止し、戦闘を緩和するように求めている。
また、戦闘の当事者に対して、国際人道法を遵守し、民間人と医療を紛争から守り、内戦の影響を受けた民間人に人道的アクセスを提供すること、民間人がエル＝ファーシルの内外からより安全な地域に移動できるようにすること、人道支援のためにチャドとダルフールの間の国境検問所を再開することを求めている。